# Caterina Stenbock
Caterina Stenbock (Torpa, 22 luglio 1535 – Strömsholms, 13 dicembre 1621) è stata una regina svedese.

## Biografia
Era figlia di Gustaf Olofsson Stenbock e Brita Eriksdotter Leijonhufvud. Brita era sorella della defunta regina Margherita Leijonhufvud, seconda moglie di Gustavo.
Come accadde per la precedente moglie del re, anche Caterina era fidanzata (a Gustavo Trerose) quando Gustavo decise di sposarla.
Sposò Gustavo I di Svezia, divenendone la terza moglie, a Vadstena il 22 agosto 1552.
Il matrimonio fu tuttavia contestato dalla chiesa a causa della parentela tra le due ultime mogli del re e durò otto anni, fino alla morte di Gustavo.
Dopo esser rimasta vedova, compì diverse opere di carità e continuò a condurre vita di corte ed a essere considerata la figura più importante. Come regina vedova percepì tra l'altro un'ingente pensione che le permise di vivere in ricchezza. Fu madrina dei figli legittimi e naturali del re Eric XIV di Svezia.
Dopo che Eric venne detronizzato nel 1568, Caterina andò a vivere da Magnus II di Sassonia-Lauenburg.
Nel 1570 Caterina decise di risposarsi e la scelta cadde su Francesco II di Sassonia-Lauenburg, fratello di Magnus II, ma il progetto non si realizzò mai.
Nel 1574 anche Caterina cercò di convincere il re Giovanni a rilasciare il nipote Erik Stenbock, che era stato imprigionato dal re su consiglio di Martha Leijonhudvud, dopo la fuga d'amore con la figlia di Marta.
Il suo patrimonio si trovava all'interno del ducato del figliastro Carlo, con cui lei ebbe molti conflitti. Nel 1581 Carlo contestò i diritti della matrigna ma le proprietà vennero tuttavia protette da Giovanni III di Svezia, con cui invece aveva buoni rapporti.
Quando morì, all'età di 86 anni, venne sepolta nella Cattedrale di Uppsala ma senza alcun monumento funebre.